# 灣仔游泳池

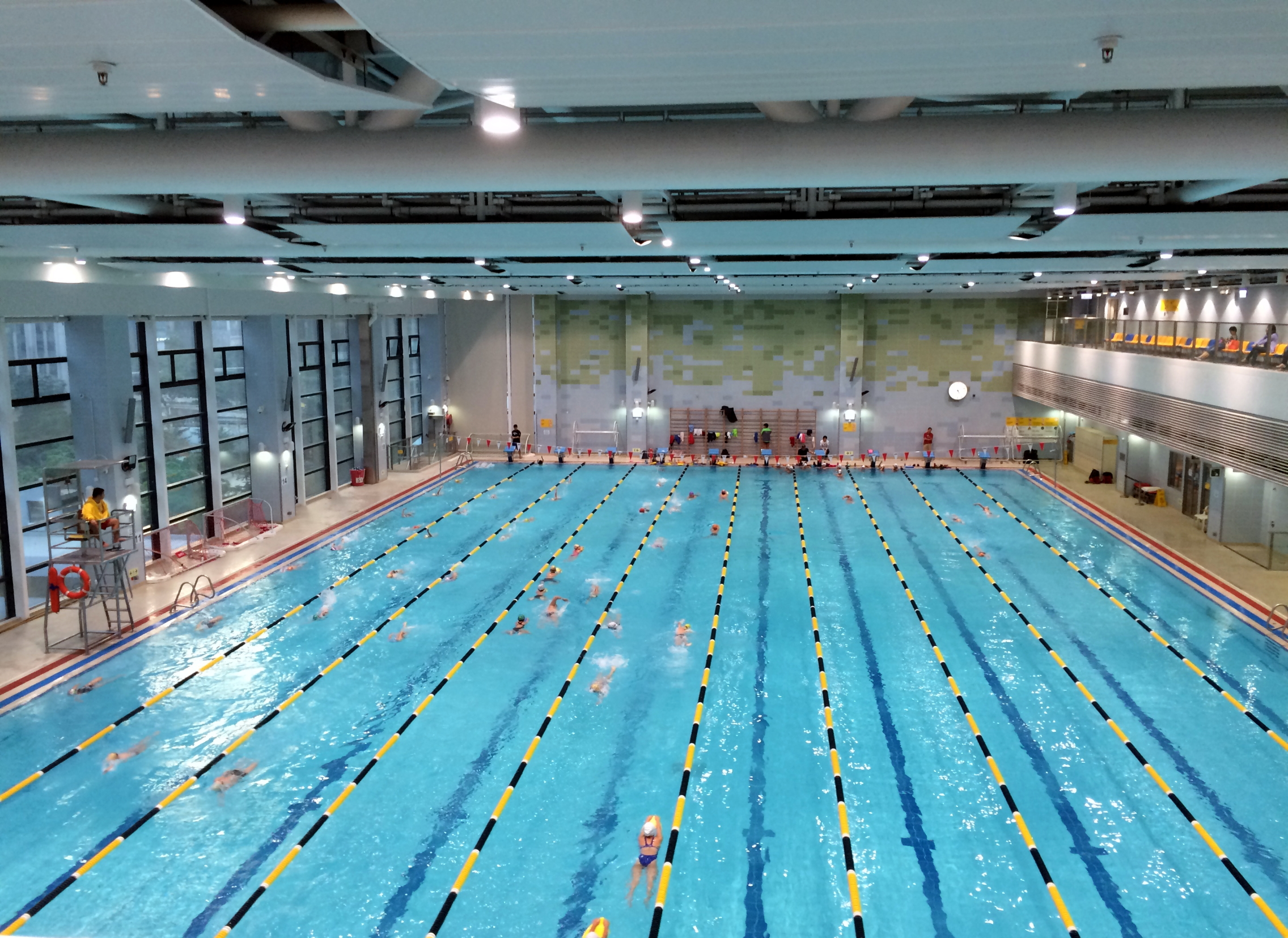
重建後的灣仔游泳池內貌

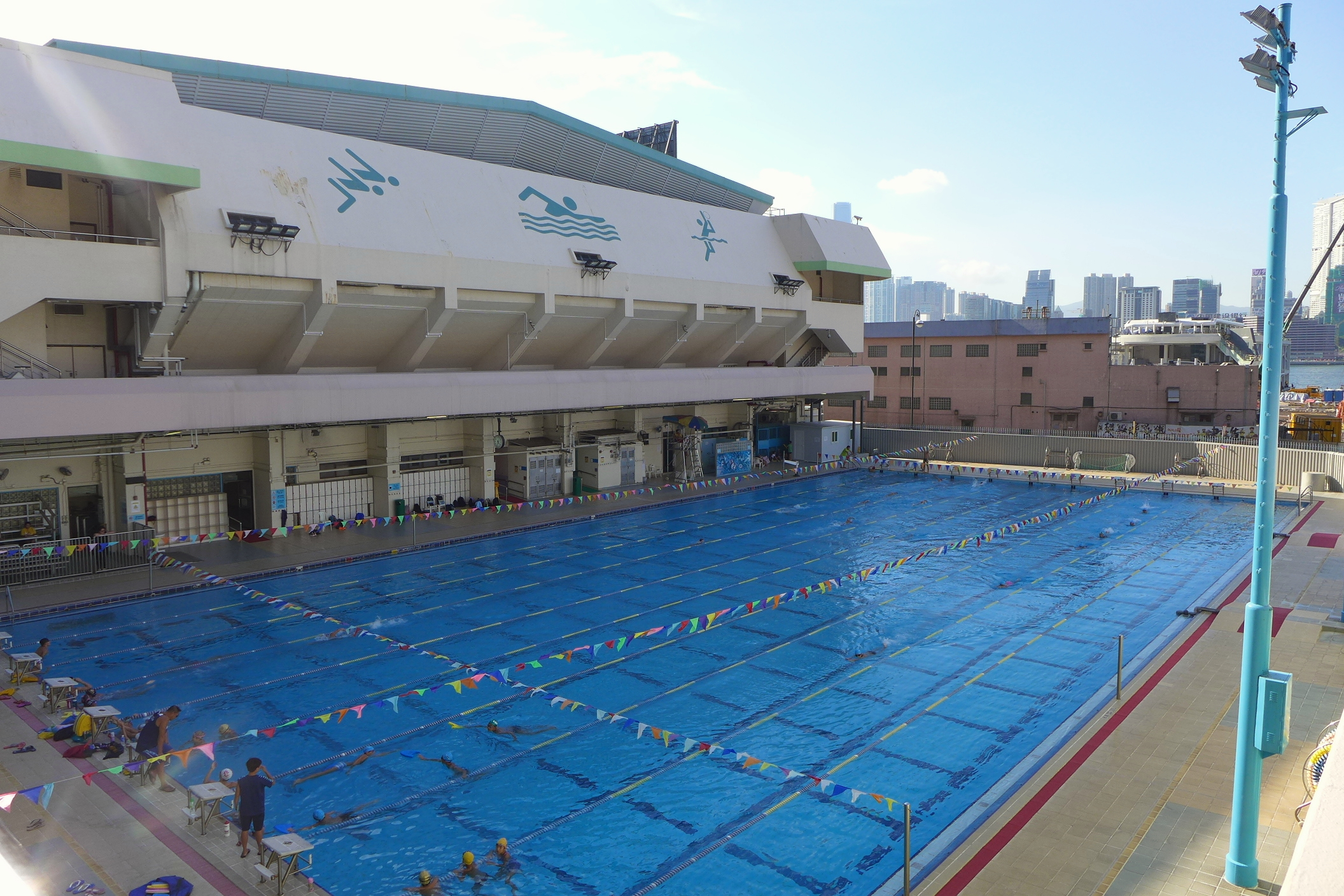
原有灣仔游泳池，為一露天泳池；左方為原港灣道體育館

灣仔游泳池（英語：Wan Chai Swimming Pool）位於香港香港島灣仔港灣道27號，是香港島灣仔區兩個游泳池之一，由康樂及文化事務署管理。
灣仔游泳池只供團體租用，不開放公眾使用。

## 歷史
灣仔游泳池原名灣仔訓練池（Wan Chai Training Pool），1984年12月19日啟用，泳池長50米、寬25米、深2米，專門為游泳、拯溺及水球等訓練而設。與其他公眾游泳池有別，它只供訓練班及團體租用，不開放予公眾使用；設施只有一個主池和可容納100名觀眾的觀眾席。康樂及文化事務署泳池月票並不適用。1989年5月，灣仔訓練池設立健身室。
為配合興建沙中線會展站，原港灣道體育館及泳池部份分階段拆卸，並重置於原來南面的停車場位置。新游泳池於2015年10月落成啟用。新游泳池和體育館採用相連設計，樓高5層，各層以扶手電梯連接。外牆採用大量透明玻璃，加強採光，增加天台綠化，並安裝太陽能板，並收集電力作為供電。

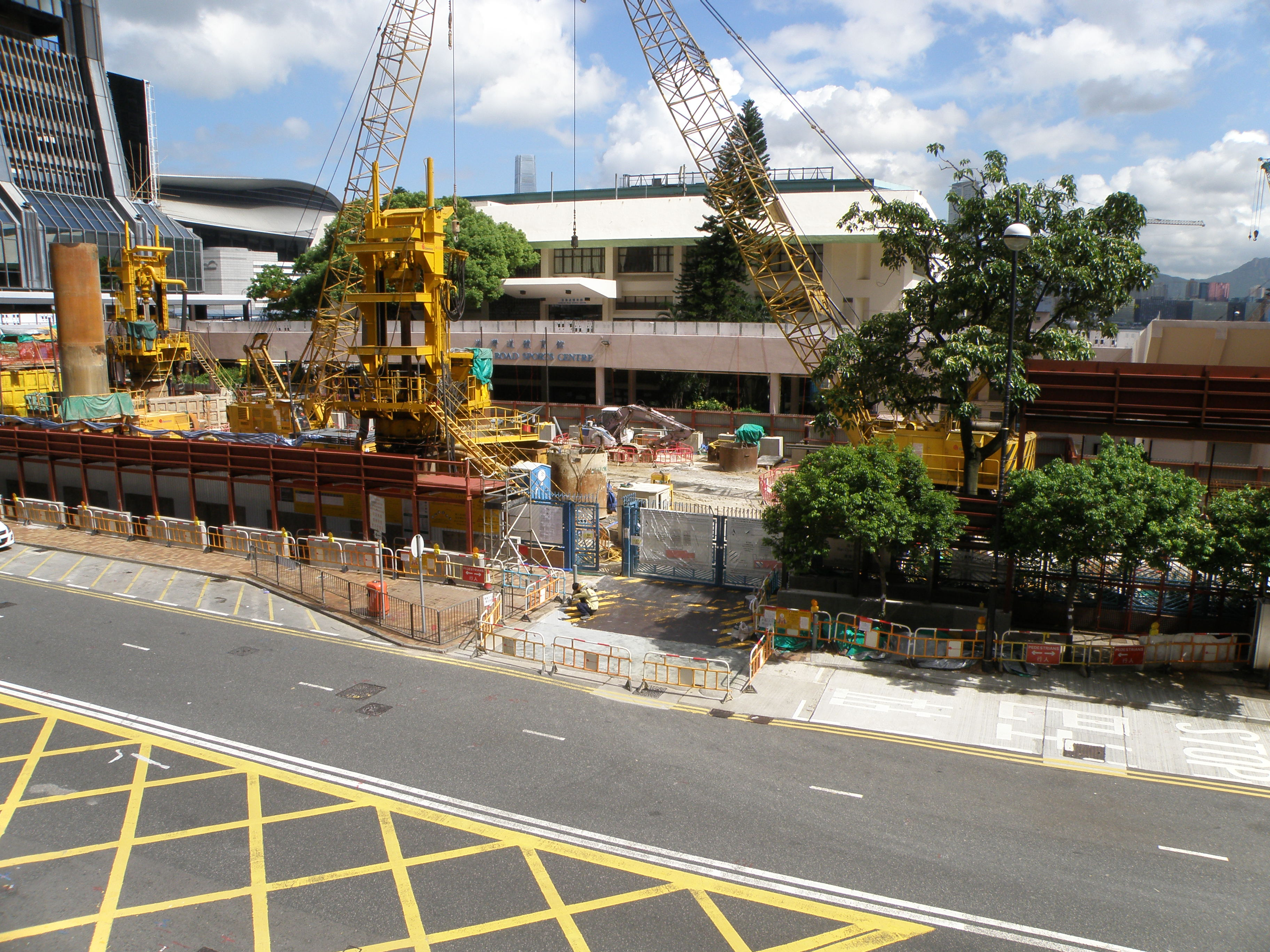
2013年8月，灣仔游泳池重置地盤（前），新游泳池後為原港灣道體育館，其後拆卸重置於新游泳池右邊
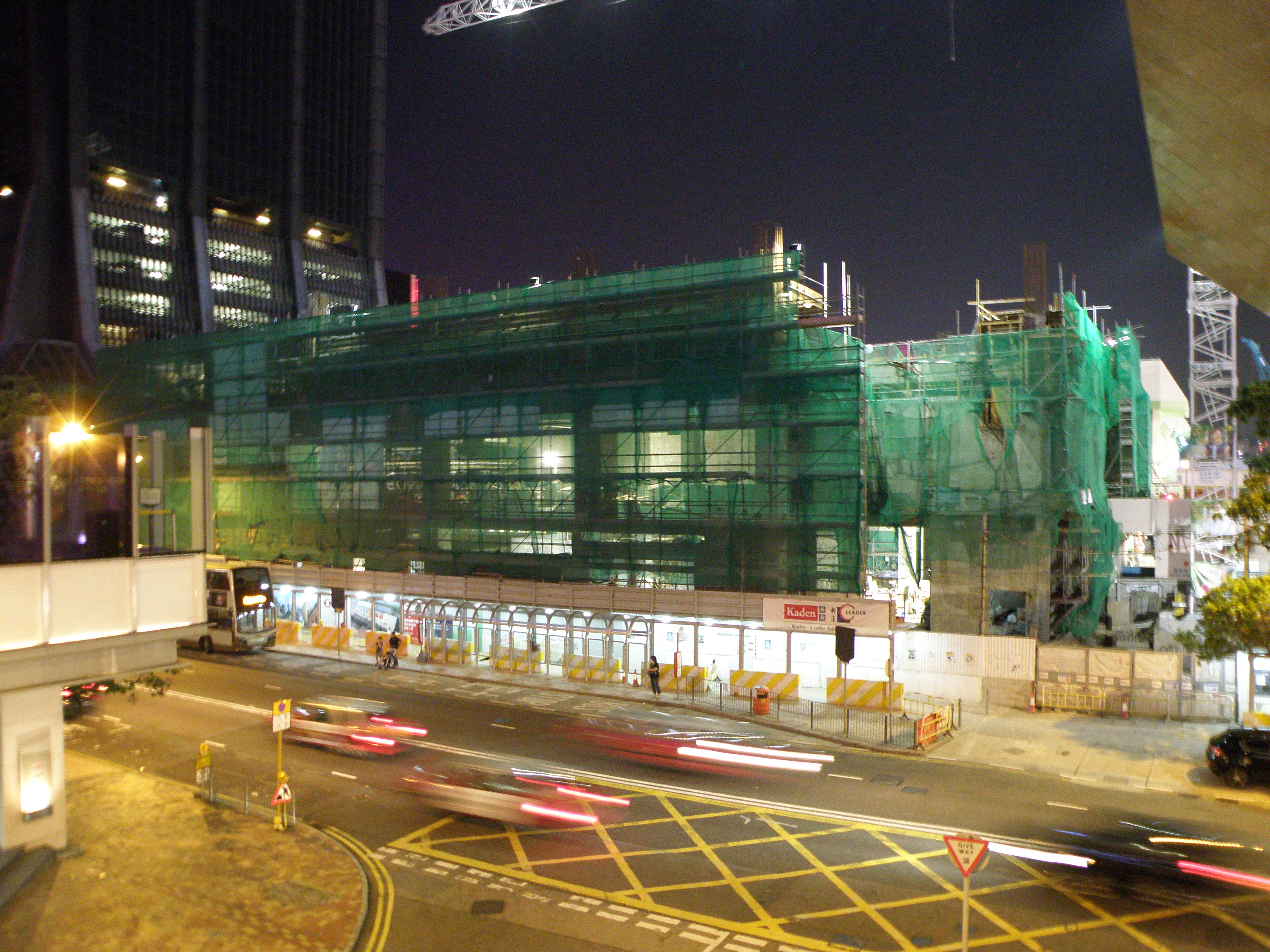
2014年10月，灣仔游泳池重置地盤
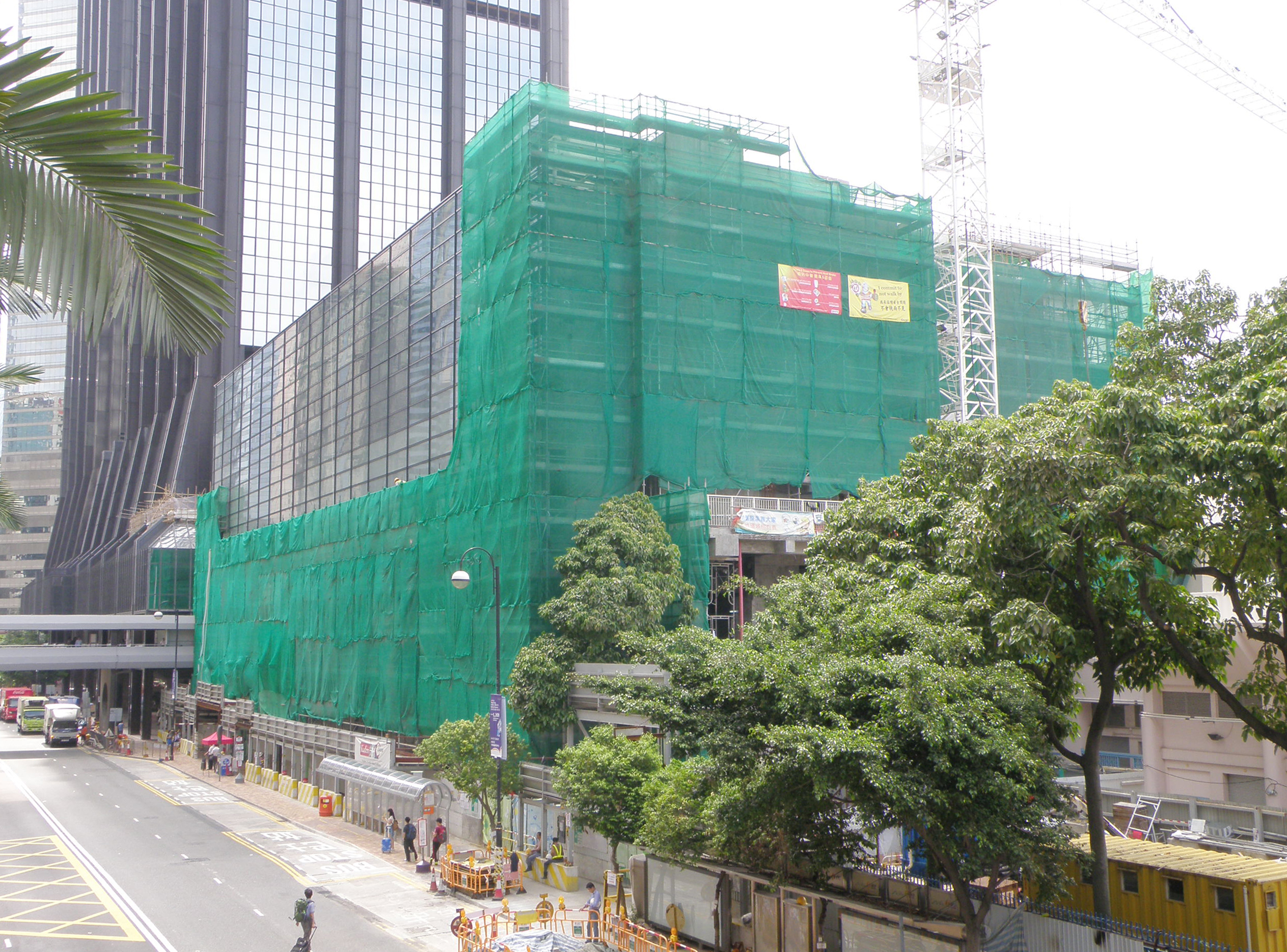
2015年7月，灣仔游泳池重置地盤

## 開放時間

### 夏季（4月至10月）
- 上午7:00至晚上10:00

### 冬季（11月至3月）
- 上午7:00至晚上10:00

## 另見
- 港灣道體育館
- 灣仔運動場

## 資料來源
1. ↑  . 華僑日報. 1984-12-19.
2. ↑  . am730. 2017-11-01.
3. ↑  . 華僑日報. 1989-05-06.
4. ↑  . 大公報. 1989-05-06.
5. ↑   (PDF).   [2014-08-08]. （原始内容存档 (PDF)于2013-05-13）.
6. ↑  . 東方日報. 2013-03-06  [2014-11-01]. （原始内容存档于2014-11-10）.
7. ↑  . 文匯報 (香港). 2017年4月14日  [2017年11月21日]. （原始内容存档于2017年12月1日）.（繁體中文）
8. ↑  . 東網. 2013-03-06.

## 外部連結
- 康樂及文化事務署－灣仔游泳池 （页面存档备份，存于）